# Hervé Bazin (vétérinaire)
Pour les articles homonymes, voir Hervé Bazin et Bazin.
Hervé Bazin, né à Dijon (France) le 27 septembre 1935, est un vétérinaire, docteur es sciences, spécialisé en immunologie, vaccinologie et maladies infectieuses. 
Entre 1961 et 1968, il est chargé de Recherches CNRS à l'Institut Curie (Paris).
Il intègre ensuite le Centre de Recherches commun de la Communauté européenne d'Ispra en Lombardie, avant d'arriver à l'Université catholique de Louvain. Ses travaux le conduisent à créer par sélection le rat LOU, qui permettra la caractérisation des différentes classes d'immunoglobulines. Ce rat LOU est toujours utilisé en 2018
,, citant Hervé Bazin comme source, et la production d'immunoglobulines pour la recherche continue à faire référence aux travaux d'Hervé Bazin
Il est professeur émérite de la Faculté de Médecine de l’Université catholique de Louvain, professeur honoraire de l’Institut Pasteur de Lille, ancien administrateur principal de la Commission européenne, membre de l’Académie vétérinaire de France depuis 2001, membre correspondant de l’Académie nationale de médecine depuis 2003 (division de médecine préventive et sociale, sciences vétérinaires).

## Publications
- Rat Hybridomas and Rat Monoclonal Antibodies, Hervé Bazin (Ed.), CRC Press, Boca Raton, Florida, USA, 1990, 515 pages.
- Immunologie Animale, Pastoret, P.P., Govaerts, A. & Bazin, H. (Eds), Flammarion Médecine Science, Paris, 1990, 740 pages.
- Handbook of Vertebrate Immunology, Pastoret, P.P., Griebel, P., Bazin, H. & Govaerts, A. (Eds), Academic Press, San Diego, 1998, 673 pages.

Il est également l'auteur d'études historiques :
- Ce Bon Docteur Jenner. L'homme qui vainquit la variole, Editions Josette Lyon, Paris, 1997, 182 pages.
- The Eradication of Smallpox. Edward Jenner and the First and Only Eradication of a Human Infectious Disease, Academic Press, London and San Diego, 2000, 246 pages.
- L’Histoire des vaccinations, John Libbey Eurotext, Paris, 2008, 471 pages.
- Louis Pasteur, Editions Alan Sutton, St Cyr sur Loire cedex, 2009, 128+XVI pages.
- Vaccination : a history  from Lady Montagu to genetic engineering, John Libbey Eurotext, Paris, 2011, 548 pages.